# Hudermoor
Hudermoor ist ein Ortsteil der niedersächsischen Gemeinde Hude im Landkreis Oldenburg. Stand 2017 hatte der Ort 237 Einwohner. Die Postleitzahl lautet 2779.

## Geographie

### Lage
Hudermoor liegt im äußeren Osten von Hude und grenzt an den Huder Ortsteil Nordenholzermoor.

## Geschichte und Struktur
Der Landschaft Hudermoors wurde Mitte des 18. Jahrhunderts als Moor-Kolonie planmäßig besiedelt. Zu den charakterisierten Merkmalen zählen unter anderem Strukturen wie rechteckige Parzellen, Entwässerungsgräben und besondere Heckenstrukturen.